# Plenilunio (película de 2000)
Plenilunio es una película española producida en 1999, dirigida por Imanol Uribe y estrenada en el año 2000. Está basada en la novela homónima del escritor andaluz Antonio Muñoz Molina.

## Argumento
En una pequeña ciudad de provincias, una niña aparece muerta en mitad de un bosque. Ha sido brutalmente asesinada. Obsesionado por el espantoso suceso, el inspector de policía a cargo de la investigación, recorre la ciudad buscando una mirada. La mirada del asesino. De la misma forma que sucede en la realidad, un suceso brutal no se acaba en el propio delito, sino que provoca cambios en las personas que están relacionadas con las víctimas y también con el asesino. El hallazgo de la niña muerta es la razón por la que una mujer y un hombre se encuentran, la razón por la que ese hombre reflexiona sobre un pasado oscuro, la razón por la que esa mujer conoce al hombre del que ha de enamorarse.

## Estreno en vídeo/VOD y TV
Plenilunio fue editada en VHS y DVD por Universal Pictures Home Entertainment (vía Sogepaq Video) y reeditada en DVD en 2003 por Universal Studios, Sogepaq en asociación con Bankia y El País para la colección Un País de Cine 2, y está disponible para ver en FlixOlé (enlace roto disponible en Internet Archive; véase el historial, la primera versión y la última)..<ref>FlixOlé por Vídeo Mercury Films (vía la adquisición de Sogepaq en 2009) y presentada en Historia de nuestro cine en La 2 de Televisión Española en 2018 y en La 1 de Televisión Española en 2003